# Eugene de Blaas

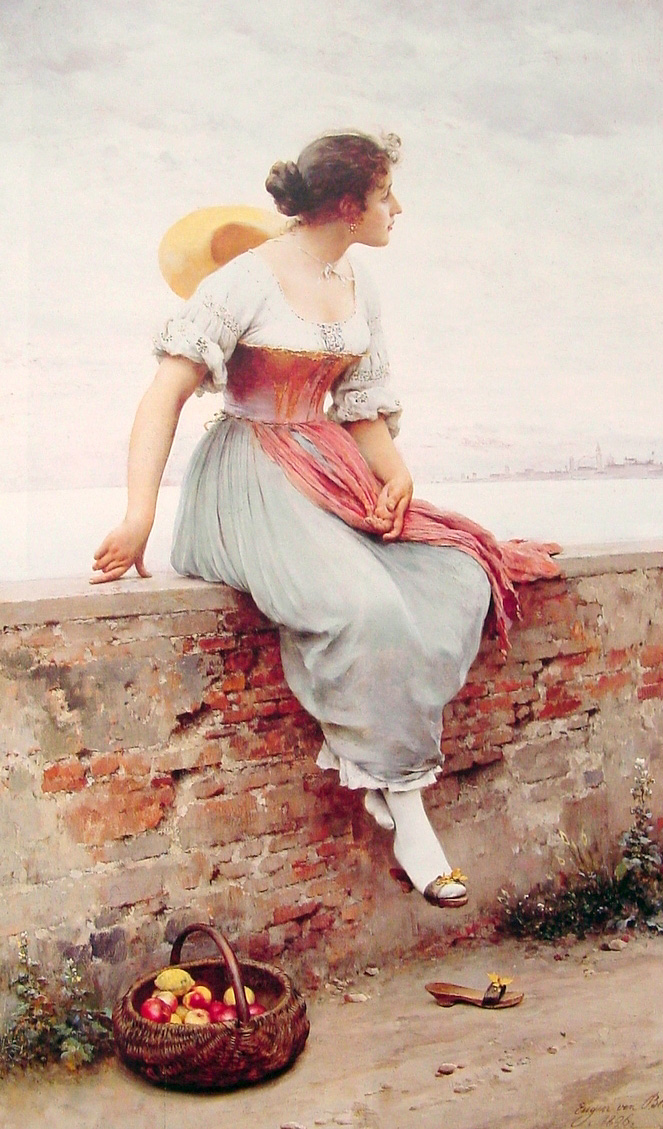
Chwila zamyślenia, 1896

Eugene de Blaas (znany również jako Eugene von Blaas i Eugenio de Blaas) (ur. 1843, zm. 1932) – malarz akademicki pochodzenia austriackiego urodzony i pracujący we Włoszech.
Urodził się z austriackich rodziców w Albano Laziale pod Rzymem. Jego pierwszym nauczycielem był ojciec Karl de Blaas, malarz historyczny i profesor Akademii Sztuk Pięknych w Wenecji.
Eugene de Blaas malował głównie portrety i sceny rodzajowe osadzone w realiach weneckich. Jako modele służyli mu przedstawiciele wszystkich warstw społecznych, najczęściej malował wyidealizowane młode kobiety i dziewczęta. Podobnie jak ojciec został profesorem weneckiej Akademii, wystawiał w latach 1875–1892 w londyńskiej Royal Academy. W 1867 roku otrzymał przyznawaną przez Akademię Sztuk Pięknych w Wiedniu nagrodę Reichel-Preis.
Jego prace znajdują się w muzeach w Leicester, Melbourne, Nottingham, Sheffield, Sydney i Wiedniu.

## Ważniejsze prace
- Cimabue and Giotto
- Scene from the Decameron
- Dogaressa Going to Church
- Venetian Balcony Scene
- Bridal Procession, in San Marco
- Venetian Masquerade
- A Journey to Murano